# Karl Bömer

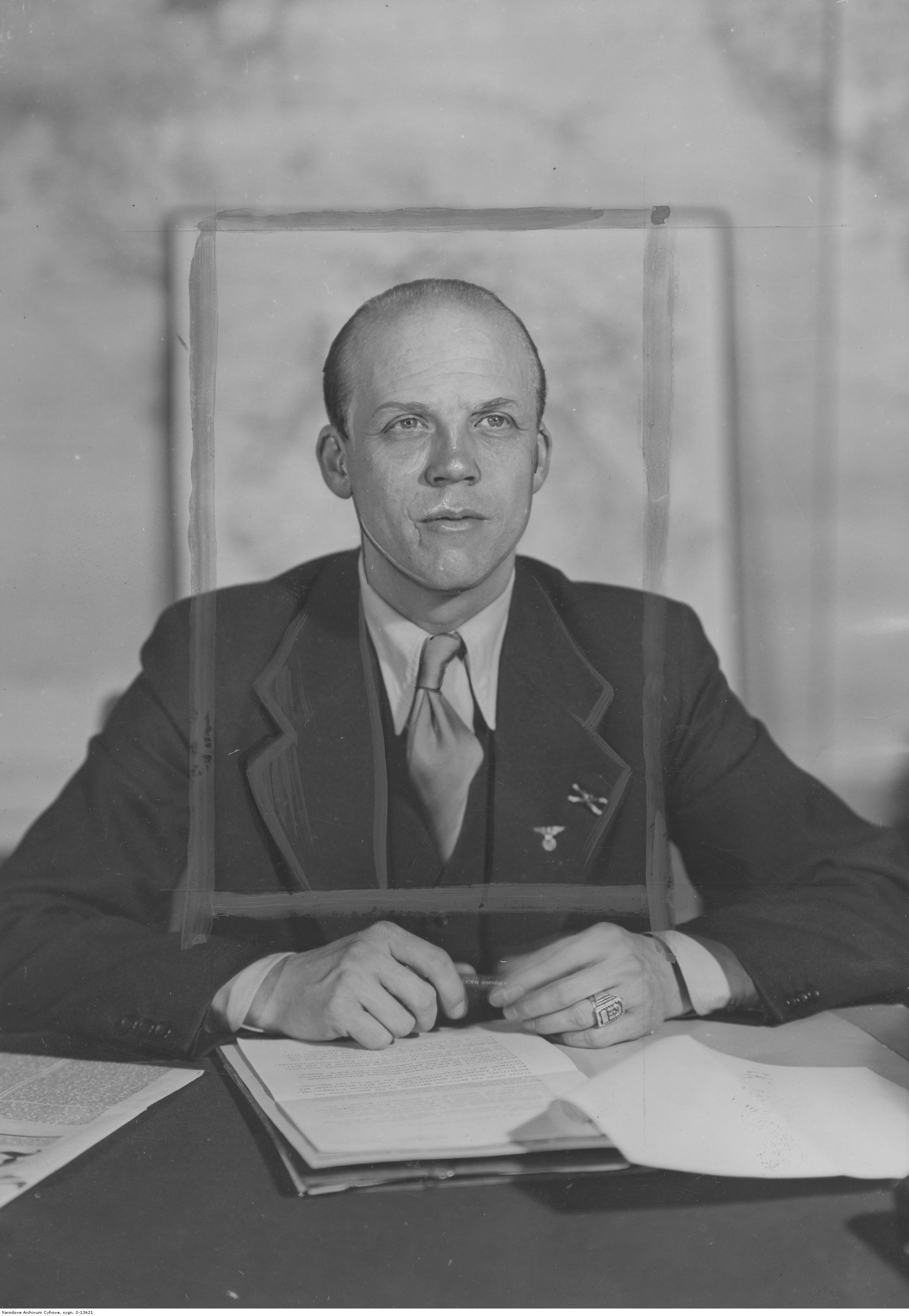
Karl Bömer

Karl Bömer (* 7. September 1900 in Münster; † 22. August 1942 in Krakau) war Ministerialdirigent im Reichspropagandaministerium und Leiter der Pressestelle des Außenpolitischen Amts der NSDAP.

## Krieg und Bürgerkrieg
Als Sohn eines Professors und Münsteraner Bibliotheksdirektors besuchte er das Gymnasium Paulinum in Münster. Noch im März 1918 diente er als Fahnenjunker im Infanterie-Regiment 13. Von Juni 1918 bis November 1918 gehörte er zu den Frontkämpfern. Von November 1918 bis April 1920 gehörte er dem Freikorps Münsterland an. Von 1920 an nahm er ein Studium auf, was aber durch andere Ereignisse in seinem Leben nicht konsequent verfolgt werden konnte. So nahm er am Ruhrkampf teil. Weiterhin gehörte er von April 1920 bis Oktober 1920 der Organisation Escherich (Orgesch) an.

## Ausbildung und Promotion
Von Oktober 1920 bis April 1925 betätigte er sich bei verschiedenen Banken. Danach nahm er unmittelbar sein Studium wieder auf und im März 1926 promovierte er zum Dr. rer. pol. mit dem Thema Die Entwicklung des münsterischen Bankwesens. Eine wirtschaftsgeschichtliche Studie im Rahmen der allgemeinen Bankentwicklung. Ab April 1926 nahm er eine Beschäftigung als Volontär bei einer Zeitung in Münster auf. Im gleichen Jahr trat er eine Stelle als Referent beim Deutschen Institut für Zeitungskunde an der Universität in Berlin an und wurde dort im April 1927 Leiter der Auslandsabteilung. Es folgten Studienreisen ins europäische Ausland nach England, Frankreich, die Tschechoslowakei und Österreich. Im August 1931 hielt er eine Gastvorlesung an der Columbia University und der Universität von St. Louis in den Vereinigten Staaten. Danach unternahm er eine Studienreise nach Mexiko. Im Jahr 1932 folgte eine weitere Reise in die Vereinigten Staaten auf Einladung der Association of American Department as Schools for Journalism mit Vorlesungen an den Universitäten in Urbana, St. Louis und New York City. Mit seinem Handbuch der Weltpresse (1931) und der von ihm herausgegebenen Internationalen Bibliographie des Zeitungswesens (1932) machte sich Bömer einen Namen als einer der führenden internationalen Zeitungswissenschaftler. Bereits zum 1. Januar 1932 war er der NSDAP beigetreten (Mitgliedsnummer 819.624).

## Karriere im NS-Regime
Von Februar 1933 bis April 1933 nahm Bömer Aufgaben als Leiter der Presseabteilung des Deutschen Akademischen Austauschdienstes wahr. Alfred Rosenberg ernannte ihn im Mai 1933 zum Leiter der Presseabteilung des Außenpolitischen Amtes der NSDAP. Im November 1933 wurde Bömer zu Gastvorlesungen an der Universität Oxford und Universität Cambridge eingeladen. Es folgten im Dezember 1934 Vorträge in Den Haag und Rotterdam. Seit Mai 1933 war er auch als Dozent an der Deutschen Hochschule für Politik in Berlin angestellt.
Im November 1934 wurde er zum Vizepräsidenten des Press Congress of the World berufen. Seit 1935 nahm er einen Lehrauftrag für Ausländisches Zeitungswesen an der Universität Berlin wahr. Am 29. März 1936 kandidierte er erfolglos bei der Wahl zum Deutschen Reichstag.
Im Jahre 1936 erlangte er die Habilitation an der Philosophischen Fakultät der Universität Berlin auf dem Gebiet der Zeitungswissenschaft und wurde 1937 zum außerordentlichen Professor ernannt, allerdings ohne einen Beamtenstatus. Ein Jahr später war er für Joseph Goebbels im Reichsministerium für Volksaufklärung und Propaganda (RMVP) tätig. Dort vertrat er die Aufgaben, die sich in Bezug auf die Auslandspresse ergaben.
Im Jahre 1938 übernahm er die Leitung der Abteilung Auslandspresse im RMVP und wurde dort 1940 zum Ministerialdirigenten ernannt. Er fungierte während der täglichen Auslandspressekonferenzen im RMVP als Regierungssprecher. Er gab dabei mehr Informationen an die Auslandspresse weiter, als in Deutschland selbst bekannt waren, um die Korrespondenten bewusst von anderen Ereignissen oder eigenen Recherchen abzuhalten. Auch versuchte er, alliierte „Greuelpropaganda“ zu unterbinden, indem er nach Möglichkeit einigen Korrespondenten Gelegenheit zur Überprüfung solcher Meldungen gab. Allerdings kam es dann zwischen ihm und Vertretern im Auswärtigen Amt zu erheblichen Differenzen. Im Mai 1941 tätigte er während eines Empfanges in der bulgarischen Botschaft in Berlin unter Alkoholeinfluss Äußerungen, aus denen in diplomatischen Kreisen auf den bevorstehenden Überfall auf die Sowjetunion geschlossen wurde. Obwohl sich Goebbels stark für ihn einsetzte und als Zeuge der Verteidigung auftrat, konnte er eine Verurteilung Bömers nicht verhindern. Bömer wurde vom Volksgerichtshof wegen „fahrlässigen Landesverrats“ zu drei Jahren Gefängnis verurteilt. Im Frühjahr 1942 gelang es Goebbels, mit Hitlers Zustimmung eine Freilassung Bömers zu erreichen. Bömer wurde indes zur Bewährung an die Ostfront geschickt und starb an einer Verwundung, die er am 22. Mai 1942 bei Charkow erlitten hatte, in einem Krakauer Lazarett.

## Schriften
- Die deutsche Zeitung: Ihr Werden, Wesen und Wirkung, Sonderausgabe zur Internationalen Presse-Ausstellung "Pressa" mit vielen anderen Autoren, Köln 1928
- Bibliographische Handbuch der Zeitungswissenschaft – Kritische und Systematische Einführung in den Stand der Deutschen Zeitungsforschung, Leipzig 1929
- Handbuch der Weltpresse – Eine Darstellung des Zeitungswesens aller Länder, Leipzig 1931
- Internationale Bibliographie des Zeitungswesens, Leipzig 1932
- Der wirtschaftliche Aufbau des deutschen Zeitungsgewerbes, mit Friedrich Bertkau, Berlin 1932
- Die Freiheit der Presse im nationalsozialistischen Staat. Ein Wort an das Ausland, Oldenburg 1933
- Das internationale Zeitungswesen, Berlin 1934
- Das Dritte Reich um Spiegel der Weltpresse. Historische Dokumente über den Kampf des Nationalsozialismus gegen die ausländische Lügenhetze, Leipzig 1934
- Deutsche Saat in fremder Erde, Berlin 1936
- Unsterbliches Hellas, mit Charilaos Kriekoukis (Pressechef der Königlichen Griechischen Gesandtschaft in Berlin), Berlin 1938